# 男色
男色本指男子的美色、色相。又用來指對象為男性的情色創作物（英語：male porn），是通过文字、视觉、语言描绘或表现男性裸体、男性性器官、男性性行为等，与男性有关的性形象，使观赏者产生性兴趣、性兴奋的事物。

## 古代中国
- 据《战国策·魏策》记载，魏安釐王宠幸本国美男子龙阳君，并因龙阳君惧怕失寵而下令禁止進獻美人，後人以“龙阳之好”作為詩文中指稱男色的典故。
- 《汉书．卷九三．佞幸传．赞曰》：「柔曼之倾意，非独女德，盖亦有男色焉。」
- 《二刻拍案惊奇．卷一七》：「而今世界盛行男色，久已颠倒阴阳，那见得两男便嫁娶不得？」

## 古代日本
男色在日本的意思主要為「男男性行為」，著重於情色層面的意義，與「男男相恋」的意思有所區別。
比起其他宗教制度严格的国家，古代的日本对于“男色”之道却是十分地宽容，最早流行“男风”的地方，更在庄重森严的寺庙之中。早于日本奈良时代的寺庙书籍中便出现了有关于“男色”的文献记录。日本奈良朝以崇尚佛教为风潮，贵族男性们于是纷纷进入寺庙修行，慢慢地，照顾贵族僧侣的年轻男孩却成为寺院“男色”的主力。